# Septoria senecionis
Septoria senecionis är en svampart som beskrevs av Westend. 1852. Septoria senecionis ingår i släktet Septoria och familjen Mycosphaerellaceae.   Inga underarter finns listade i Catalogue of Life.